# Хороших девочек не убивают
Хороших девочек не убивают (англ. A Good Girl's Guide to Murder) — британский телесериал, созданный Поппи Коган и основанный на одноимённой трилогии Холли Джексон. Главные роли исполнили Эмма Майерс и Зейн Икбал. Первый сезон, основанный на событиях первой книги, стал доступен для стриминга 1 июля 2024 года на BBC iPlayer в Великобритании и Ирландии, а телевизионная премьера состоялась 10 июля 2024 года на BBC Three. Международная премьера на Netflix прошла 1 августа 2024 года.
В ноябре 2024 года сериал был продлён на второй сезон.

## Сюжет
Действие сериала разворачивается в тихом английском городке Литтл-Килтон, где пять лет назад произошло громкое преступление: исчезла популярная школьница Энди Белл. Полиция и местные жители уверены, что девушку убил ее парень, Сэл Сингх, который вскоре после обвинений покончил с собой, отправив сообщение с признанием вины. Дело было закрыто, но не для всех. Любознательная и упрямая старшеклассница Пиппа Фитц-Амоби (Эмма Майерс) не верит в официальную версию событий. Она выбирает это дело для своего выпускного проекта, чтобы разобраться в загадочных обстоятельствах исчезновения Энди. Вместе с Рави (Зейн Икбал), младшим братом Сэла, Пиппа начинает собственное расследование, вооружившись ноутбуком, диктофоном и решимостью докопаться до истины.

## В ролях

### Основной состав
= Главная роль в сезоне
     = Второстепенная роль в сезоне
     = Гостевая роль в сезоне
     = Не появляется
| Эмма Майерс          | Пиппа «Пип» Фитц-Амоби | 6 | TBA | 6 |
| Зейн Икбал           | Рави Сингх             | 6 | TBA | 6 |
| Джуд Морган-Колли    | Коннор Рейнольдс       | 6 | TBA | 6 |
| Яли Тополь Маргалит  | Лорен Гибсон           | 6 | TBA | 6 |
| Генри Эштон          | Макс Хастингс          | 6 | TBA | 6 |
| Аша Бэнкс            | Кара Уорд              | 6 |     | 6 |
| Рэйко Гохара         | Зак Чен                | 6 |     | 6 |
| Ясмин Аль-Худаири    | Наоми Уорд             | 6 |     | 6 |
| Мэтью Бэйнтон        | Эллиот Уорд            | 6 |     | 6 |
| Гари Бидл            | Виктор Амоби           | 6 |     | 6 |
| Анна Максвелл Мартин | Лиэнн Фитц-Амоби       | 6 |     | 6 |
| Джексон Бьюз         | Дэниел Да Силва        | 6 |     | 6 |
| Камари Лойд          | Джош Амоби             | 5 |     | 5 |
| Карла Вудкок         | Бекка Белл             | 4 |     | 4 |
| Миша Батлер          | Стэнли Форбс           |   | TBA |   |
| Иден Хэмбелтон Дэвис | Джейми Рейнольдс       |   | TBA |   |
| Джек Роуэн           | Чарли Грин             |   | TBA |   |
| Всего эпизодов       | Всего эпизодов         | 6 | TBA | 6 |

- Пиппа "Пип" Фитц-Амоби — 17-летняя школьница из городка Литл-Килтон, которая под видом школьного проекта берётся за дело об убийстве Энди Белл, чтобы доказать невиновность Сэла Сингха и найти настоящего убийцу.
- Рави Сингх — младший брат Сэла Сингха, убеждённый в невиновности своего брата. Помогает Пип в расследовании и становится её близким другом.
- Лорен Гибсон — подруга Пиппы и Кары.
- Макс Хастингс — бывший друг Сэла, причастный к торговле наркотиками.
- Коннор Рейнольдс — друг Пиппы и Кары, младший брат Джейми, помогает Пип в её расследовании, хотя часто скептически относится к её идеям.
- Кара Уорд — лучшая подруга Пиппы, дочь Эллиота Уорда. Поддерживает Пип, но оказывается в сложной ситуации из-за связи её отца с делом.
- Наоми Уорд — старшая сестра Кары, подруга Сэла.
- Эллиот Уорд — учитель истории и отец Кары, подруги Пип. Имеет тёмные секреты, связанные с убийством Энди и Сэла.
- Зак Чен — друг Пиппы, Коннора и Кары. Поддерживает Пип в её расследованиях.
- Виктор Амоби — отец Пиппы.
- Лиэнн Фитц-Амоби — мать Пиппы.
- Дэниел Да Силва — местный полицейский, который пытается помешать Пип продолжать расследование.
- Джош Амоби — младший брат Пиппы.
- Бекка Белл — младшая сестра Энди. Хранит тайну, связанную со смертью сестры, и оказывается ключевой фигурой в расследовании Пип.
- Стэнли Форбс (2 сезон) — журналист из Литтл-Килтона, чья роль становится важной во втором сезоне. Его действия связаны с новым делом, которое расследует Пип.
- Джейми Рейнольдс (2 сезон) — старший брат Коннора, пропадает при загадочных обстоятельствах, что побуждает Пип начать новое расследование во втором сезоне.
- Чарли Грин (2 сезон) — новый сосед Пип, вовлечённый в расследование.

### Второстепенный состав
| Рахул Паттни      | Салил «Сэл» Сингх | 5 |     | 5 |
| Индия Лилли Дэвис | Энди Белл         | 4 |     | 4 |
| Мэттью Чэмберс    | Джейсон Белл      | 3 |     | 3 |
| Орла Хилл         | Руби Фокскрофт    | 3 |     | 3 |
| Оливер Уикхэм     | Джесси Уокер      | 2 |     | 2 |
| Всего эпизодов    | Всего эпизодов    | 6 | TBA | 6 |

- Салил "Сэл" Сингх — парень Энди, обвинённый в её убийстве и покончивший с собой. Пип и Рави считают, что его подставили.
- Энди Белл — школьница, убитая пять лет назад. Её смерть и предполагаемое самоубийство её парня Сэла легли в основу расследования Пип.
- Джейсон Белл — отец Энди и Бекки.
- Руби Фокскрофт — школьница из Литтл-Килтона, романтический интерес подруги Пип, Кары.
- Джесси Уокер — друг Бекки Белл, делится неожиданной информацией о семье Белл.

## Список серий
| Сезон | Серии | Серии | Даты показа | Даты показа |
| ----- | ----- | ----- | ----------- | ----------- |
| 1     | 6     | 6     | 1 июля 2024 | 1 июля 2024 |
| 2     | TBA   | TBA   | TBA         | TBA         |

### Сезон 1 (2024)
| № общий | № в сезоне | Название       | Режиссёр    | Автор сценария                               | Дата премьеры |
| --- | ---------- | -------------- | ----------- | -------------------------------------------- | ------------- |
| 1 | 1          | «Episode #1.1» | Долли Уэллс | Холли Джексон и Поппи Коган                  | 1 июля 2024   |
| Пиппа "Пип" Фитц-Амоби выбирает в качестве темы своего выпускного проекта дело об исчезновении Энди Белл в 2019 году. Энди, популярная ученица, встречалась с Сэлом Сингхом, которого полиция подозревала в её убийстве. Считается, что Сэл признался в убийстве и покончил с собой, но Пип убеждена в его невиновности. Брат Сэла, Рави, сначала отказывается с ней говорить, и Пип начинает расследование с беседы с подругой Сэла, Наоми Уорд, которая является старшей сестрой её лучшей подруги Кары. Наоми упоминает, что у Сэла было алиби на ночь исчезновения Энди, но не успевает раскрыть детали, так как разговор прерывается. Затем Пип беседует с другом Сэла, Максом Хастингсом, который считает, что Наоми лжёт, защищая Сэла. Убедив Рави в своей вере в невиновность Сэла, Пип узнаёт от него, что сообщение с признанием с телефона Сэла, скорее всего, отправил кто-то другой, судя по отличиям в манере письма. |            |                |             |                                              |               |
| 2 | 2          | «Episode #1.2» | Долли Уэллс | Холли Джексон и Поппи Коган                  | 1 июля 2024   |
| 3 | 3          | «Episode #1.3» | Долли Уэллс | Холли Джексон, Поппи Коган и Руби Томас      | 1 июля 2024   |
| 4 | 4          | «Episode #1.4» | Том Вон     | Холли Джексон, Поппи Коган и Зиа Ахмед       | 1 июля 2024   |
| 5 | 5          | «Episode #1.5» | Том Вон     | Холли Джексон, Поппи Коган и Аджоке Ибиронке | 1 июля 2024   |
| 6 | 6          | «Episode #1.6» | Том Вон     | Холли Джексон и Поппи Коган                  | 1 июля 2024   |

### Сезон 2 (2025)
| № общий | № в сезоне | Название       | Режиссёр | Автор сценария | Дата премьеры |
| ------- | ---------- | -------------- | -------- | -------------- | ------------- |
| 7       | 1          | «Episode #2.1» | TBA      | TBA            | TBA           |

## Производство
В сентябре 2022 года BBC Three анонсировала телевизионную адаптацию романа Холли Джексон «Хороших девочек не убивают», производством которой занимается компания Moonage Pictures. Режиссёр проекта — Долли Уэллс, сценарий написали Поппи Коган, Зиа Ахмед, Аджоке Ибиронке и Руби Томас. Продюсером сериала выступила Флоренс Уокер, исполнительными продюсерами — Мэттью Рид, Мэттью Буш и Фрит Типлэди от Moonage Pictures, а также Люси Ричер и Даниэль Скотт-Хотон от BBC, совместно с Долли Уэллс, Холли Джексон и Поппи Коган.
Производство сериала началось в июне 2023 года. Главные роли получили Эмма Майерс и Зейн Икбал.
Съёмки первого сезона проходили в окрестностях Бристоля и Сомерсета, включая пещеры Редклифф, территорию железной дороги Avon Valley, район Редланд, школу Redmaids' High School, Уэстбери-он-Трим и город Аксбридж.
Хотя исполнительный продюсер Фрит Типлэди заявляла, что первый сезон имеет завершённый финал, 20 ноября 2024 года сериал был продлён на второй сезон, который будет основан на событиях второй книги Холли Джексон — «Хорошая девочка, дурная кровь». Холли Джексон и Поппи Коган вернутся к написанию сценария, а Эмма Майерс и Зейн Икбал вновь исполнят свои роли.
Съёмки второго сезона проходили в конце апреля 2025 года в Аксбридже, Сомерсет.

## Премьера
Сериал стал доступен для стриминга 1 июля 2024 года на BBC iPlayer в Великобритании и Ирландии, на Stan в Австралии и на ThreeNow в Новой Зеландии. Телевизионная трансляция на BBC Three началась 10 июля 2024 года с показом двух эпизодов в неделю. В Германии сериал появился на ZDFmediathek 30 августа 2024 года, а ZDFneo начал трансляцию двух эпизодов в неделю с 8 сентября 2024 года. Netflix анонсировал выпуск сериала на своей платформе 22 апреля 2024 года, и он стал доступен 1 августа 2024 года.

## Восприятие
Первый сезон сериала получил преимущественно положительные отзывы критиков и зрителей. На агрегаторе рецензий Rotten Tomatoes «рейтинг свежести» от критиков составляет 83% на основе 40 отзывов. Консенсус критиков гласит: «Лёгкий сериал, который с изящной простотой рассказывает классическую детективную историю об убийстве, „Хороших девочек не убивают“ идеально подходит для увлекательного марафона просмотра». Более 250 зрителей на Rotten Tomatoes поставили сезону рейтинг в 68%. На сайте Metacritic средневзвешенная оценка первого сезона составляет 69 баллов из 100 на основе 20 отзывов, что означает «в целом положительные отзывы».
Критик Джуди Берман из TIME Magazine отметила: «Приходите за загадкой, остаётесь ради очаровательного исполнения Майерс роли Пип, переживающей трудности взросления». Надира Гофф из Slate написала: «Несмотря на некоторые недоработанные или слишком удобные сюжетные моменты, сериал представляет собой удивительно сбалансированный коктейль из типичных подростковых проблем и куда менее распространённых трудностей расследования преступления». Ричард Роупер из Chicago Sun-Times охарактеризовал сериал как «потоковый эквивалент захватывающей книги, которую быстро читаешь, сидя на веранде или отдыхая на пляже», отметив, что, несмотря на серьёзность темы, сериал остаётся увлекательным. Роберт Ллойд из Los Angeles Times подчеркнул: «Сериал менее причудлив, чем можно было бы ожидать из названия, но он лишён излишней мрачности и полон чувств». Сара Шаффи из The A.V. Club отметила: «Несмотря на небольшие проблемы с британским акцентом, Майерс в основном великолепна в роли Пип и притягивает внимание, а легендарная Анна Максвелл Мартин просто потрясающа в роли её матери».